# Hôtel Pépin de Bellisle
L'hôtel Pépin de Bellisle est un bâtiment d'habitation de style néo-classique bâti sur des plans de Jean-Baptiste Ceineray à la fin du XVIIIe siècle, situé dans la rue Henri-IV à Nantes, en France, à la limite du quartier Malakoff - Saint-Donatien. L'immeuble a été inscrit au titre des monuments historiques en 1957. Il est bâti symétriquement à l'hôtel Ceineray, situé dans la rue Sully.

## Historique
L'hôtel est construit entre 1773 et 1776,, pour Julien Pépin de Bellisle (ou « de Belle-Isle »), marin de l’Ancien Régime dont la famille est originaire de Saint-Malo. Celui-ci tire sa fortune d'une plantation esclavagiste à Saint-Domingue qu'il a reçu en dot par son mariage avec une créole. L'architecte de la ville, Jean-Baptiste Ceineray, mène à cette époque un vaste plan d'urbanisme. Il impose pour l'hôtel Pépin de Bellisle le respect de la symétrie prévue sur la place d'Armes (actuelle place Maréchal-Foch), en exigeant une élévation et une toiture symétriques à celles de l'hôtel Ceineray que lui-même a construit dans un but spéculatif. Il s'oppose également au souhait du propriétaire d'étendre le bâtiment au sud, sur la place de l'Oratoire.
Les façades et toitures sur rue sont inscrites aux monuments historiques par arrêté de 1957.
La cour intérieure et la façade donnant sur la rue Gambetta font l'objet d'une restauration entre 2002 et 2005.

## Architecture
Bien qu'appelé « hôtel », l'édifice est composé d'un appartement privé (premier étage), et d'une partie destinée à la location, et se trouve plutôt donc être ce qu'il est convenu d'appeler une « maison ».
Cet hôtel disposait au rez-de-chaussée d'écuries permettant d'y abriter chevaux et calèche. Propriété de la famille Pépin de Bellisle jusqu'à la Seconde Guerre mondiale, l'hôtel est aujourd'hui divisée entre trois propriétaires occupants, ainsi qu'entre les descendants de la famille Pépin de Bellisle.[réf. nécessaire]
Le bâtiment est construit en tuffeau et granit. Le rez-de-chaussée est à refends. Au-dessus, aux deux étages supérieurs, les fenêtres sont ornées de balcons indépendants.
L'édifice est construit sur une parcelle au dessin inhabituel. La symétrie de la place d'Armes impose un angle inhabituel, les constructions de ce type étant en général rectangulaires. À l'intérieur, les pièces sont distribuées par un escalier monumental. L'hôtel est dressé autour d'une cour intérieure ouverte sur la rue Gambetta.
Des plans originaux de l'hôtel Pépin de Bellisle sont conservés aux archives municipales de Nantes.